# 新城市民病院
新城市民病院（しんしろしみんびょういん）は、愛知県新城市にある市立の病院である。

## 概要
2次救急を担う東三河・奥三河の基幹病院である。深刻な医師不足から診療科の休診が相次いだ。現在は休診日および診療時間外の救急診療が制限されており、近隣の豊川市民病院、豊橋市民病院などが対応にあたる。

## 沿革
- 1945年（昭和20年）11月20日 - 町立病院として開設[1]。
- 1947年（昭和22年）4月1日 - 新城町国民健康保険組合に移管し、新城国保病院に改称[1]。
- 1948年（昭和23年）10月1日 - 国民健康保険組合が解散し、町営に移管される[1]。
- 1958年（昭和33年）11月1日 - 新城町の市制施行に伴い、新城市民病院に改称[1]。
- 1959年（昭和34年）10月29日 - 総合病院の許可を受ける[1]。
- 1996年（平成8年）11月26日 - 災害拠点病院に指定される[1]。
- 2004年（平成16年）10月1日 - 地域医療連携室開設[1]。
- 2014年（平成26年）
  - 3月27日 - DMAT指定医療機関に指定される[1]。
  - 4月1日 - DPC準備病院に指定される[1]。
- 2015年（平成27年）1月1日 - DPC対象病院に認定される。同日、地域包括ケア病棟を開設[1]。

## 診療科
- 総合診療科
- 専門内科
- 外科
- 消化器科
- 血管外科
- 泌尿器科
- 耳鼻咽喉科
- 婦人科
- 整形外科
- 皮膚科
- 脳神経外科
- 小児科
- 歯科口腔外科
- 精神科

## 医療機関指定
出典
| 保険医療機関                                             | 労災保険指定医療機関                           |
| 指定自立支援医療機関（更生医療・育成医療・精神通院医療） | 身体障害者福祉法指定医の配置されている医療機関 |
| 生活保護法指定医療機関                                   | 結核指定医療機関                               |
| 母子保健法指定養育医療機関                               | 戦傷病者特別援護法指定医療機関                 |
| 原子爆弾被害者医療指定医療機関                           | 原子爆弾被害者一般疾病医療取扱医療機関         |
| 公害医療機関                                             | 母体保護法指定医の配置されている医療機関       |
| 災害拠点病院                                             | へき地医療拠点病院                             |
| 臨床研修指定病院                                         | 特定疾患治療研究事業委託医療機関               |
| 児童福祉法指定療育機関                                   | 小児慢性特定疾患治療研究事業委託医療機関       |
| 救急告示医療機関                                         | 病院群輪番制病院                               |
| B型・C型肝炎患者医療給付事業指定医療機関                 | 肝疾患専門医療機関                             |
| 難病医療協力病院                                         | DMAT指定医療機関                               |
| DPC対象病院                                              | 第一種協定指定医療機関                         |
| 第二種協定指定医療機関                                   |                                                |

## 学会認定施設
出典
| 日本外科学会専門医制度修練施設                           | 消化器外科学会認定修練施設               |
| 日本泌尿器科学会専門医教育施設                           | 透析専門医教育関連施設認定               |
| 放射線科専門医修練協力機関承認                           | NST（栄養サポートチーム）稼動施設        |
| 栄養サポートチーム専門療法士認定規則実施修練認定教育施設 | 日本食道学会全国登録認定施設             |
| 日本消化器内視鏡学会指導施設                             | 日本消化器外科学会専門医制度指定修練施設 |

## 施設
- 一般病棟：199床
  - 南病棟（SRC造、地上8階、地下1階）
  - 北病棟（RC造、地上4階、地下1階）
  - 西病棟（RC造、地上5階、地下1階）
  - 外来棟（RC造、地上4階、地下1階）
  - リハビリ棟（RC造、地上3階）
  - MRI棟（S造、平屋建）
- 院内保育所（定員10名）
- 喫茶室
- 理容室
- 売店

## 最寄交通機関
- JR飯田線「新城駅」より徒歩で約15分。
- 豊鉄バス・新城市Sバス「新城市民病院」バス停下車、徒歩で約1分。

## テレビ番組
- 日経スペシャル ガイアの夜明け（テレビ東京）
  - 「町の病院が消える日」 ～地域医療の未来を描け～（2006年5月16日）[3] - 経営改革を取材。
  - 『“命の絆”を再生せよ ～崩壊寸前“地域医療”を追う』（2009年3月10日）[4] - 病院改革の失敗を取材。